# Lewis Brown
Lewis Brown (Los Angeles, 19 febbraio 1955 – Los Angeles, 14 settembre 2011) è stato un cestista statunitense, professionista nella NBA, in Paesi Bassi, Belgio, Italia e Francia.

## Carriera
Venne selezionato dai Milwaukee Bucks al quarto giro del Draft NBA 1977 (69ª scelta assoluta).